# Julia Lee
Julia Lee, (Boonville, 1902. október 31. – San Diego, 1958. december 8.) amerikai bluesénekesnő, -zongorista. Legsikeresebb száma a Billboard R&B listavezető slágere, az „Snatch and Grab It” volt 1947-ben.

| Kattints az alábbi külső linkek egyikére! | Kattints az alábbi külső linkek egyikére! |
| ----------------------------------------- | ----------------------------------------- |
| Nem található szabad kép.(?)              |                                           |
| külső link · jogvédett                    | Julia Lee                                 |

## Pályafutása
Julia Lee blues- és dzsesszénekesnő, zongorista a Missouri állambeli Boonville-ben született, Kansas Cityben nevelkedett. Zenei pályája az 1920-as évek elején indult. Már gyerekkorában zenélt, például templomban énekelt, de énekesként és zongoristaként csak 1917 körül kezdett pénzt keresni. Mozikban némafilmeket kísért, és helyi klubokban játszott. Zongorázott és énekelt a bátyja, George Lee által vezetett zenekarban. Julia Lee tizenöt évig maradt ott, ezalatt néhány felvételt készített Jesse Stone-nal is.
1935-ben szólókarrierbe kezdett. 1944-ben szerződött a Capitol Records-szal. Lee híres volt a „piszkos blues”-ról, olyan kétértelmű számokról, amelyeket „olyan dalokként írt le, amelyekről anyám azt tanította, hogy ne énekeljem”.A Capitol Recordsnak számos jelentős rhythm & blues slágert szerzett (1947: 500 000 eladott példány). Julia Lee slágerei között szerepelt a „Gotta Gimme Watcha Got”, a „Snatch and Grab It”, „King Size Papa”, „I Do not like it the first Time” és „My Man Stands Out”. 
A „Julia Lee and Her Boy Friends” együttesben gyakran szerepelt Jay McShann zongorista, Benny Carter szaxofonos, Red Norvo vibrafonos és Red Nichols kornettes. A drogokról, a cannabisról is énekelt, például a „Marijuana” című dalban, amelyet „Sam Coslow a Murder at the Vanities” című filmhez komponált. Lee ezt a dalt háromszor vette fel, köztük az egyik a Premier Records számára készült.
Férjhez ment Frank Duncan amerikai futballistához. 1949 után továbbra is rendszeresen fellépett Kansas City környékén és különböző turnékon. Haláláig népszerű énekesnő maradt szülővárosában. Szívrohamban halt meg.

## Lemezek
- Kansas City Star, Bear Family, 1995
- Julia Lee and Her Boy Friends (Kansas City's First Lady of the Blues − 48 felvétel), 2002
- Gotta Gimme Whatcha Got, 2003

## CD-k
- The Chronological 1927−1946, Classic Blues Rhythm, 2004
- The Chronological 1947, Classic Blues Rhythm, 2005

## Filmek
Julia Lee az IMDb-n